# ヤング・アンド・ハングリー
『ヤング・アンド・ハングリー』（原題: Young & Hungry）は、アメリカ合衆国のテレビコメディである。制作はデビッド・ホールデン。2014年6月25日に放送が開始され、2018年7月25日に最終第5シーズンで終了した。

## シリーズ
| シーズン | シーズン | 話数    | 話数          | 放送期間       | 放送期間       |
| シーズン | シーズン | 話数    | 話数          | 初回放送       | 最終回放送     |
| -------- | -------- | ------- | ------------- | -------------- | -------------- |
|          | 1        | 10      | 10            | 2014年6月25日  | 2014年8月27日  |
|          | 2        | 20      | 20            | 2015年3月25日  | 2015年10月14日 |
|          | Special  | Special | Special       | 2015年11月24日 | 2015年11月24日 |
|          | 3        | 10      | 10            | 2016年2月3日   | 2016年4月6日   |
|          | 4        | 10      | 10            | 2016年6月1日   | 2016年8月3日   |
|          | 5        | 20      | 10            | 2017年3月13日  | 2017年5月22日  |
| 10       | 5        | 20      | 2018年6月20日 | 2018年7月25日  |                |